# Devil May Cry (anime)
Devil May Cry (デビル メイ クライ) là loạt anime vào năm 2007 do hãng MADHOUSE sản xuất, được chuyển thể từ trò chơi điện tử khá nổi tiếng của hãng Capcom. Phim được trình chiếu lần đầu trên hệ thống TV WOWOW tại Nhật Bản vào ngày 14 tháng 6 năm 2007 và tổng cộng có 12 tập.
Anime Shin Itagaki đạo diễn. Bingo Morihashi, người viết kịch bản cho phần 2, 3, 4 của game, cũng tham gia vào nhóm viết kịch bản cho phim.
Một đoạn trailer thử nghiệm được tung ra trên trang web chính thức của anime, đặc biệt là những tác phẩm minh họa cho nhân vật Dante trước đây, là nhân vật chính và là nhân vật có thể chơi được trong phiên bản của trò chơi điện tử, được hãng xác nhận anh sẽ là nhân vật chính trong phim.
Một đoạn trailer thứ hai phát hành tại Hội Chợ Anime Quốc tế Tokyo năm 2007 đã trình chiếu những đoạn hoạt hình thật sự từ anime và bao gồm danh sách về nhân vật và diễn viên lồng tiếng, đặc biệt sẽ có thêm hai nhân vật mới và các nhân vật khác từ trò chơi.
Tập đầu tiên phát sóng tại Nhật Bản vào ngày 14 Tháng Sáu năm 2007.
Ngày 30 tháng 6 năm 2007, tại Anime Expo 07, ADV Films thông báo rằng anime được cấp phép triển lãm. Tuy nhiên, trong năm 2008, anime này trở thành một trong hơn 30 danh hiệu được chuyển giao cho Funimation Entertainment.

## Nội dung
Nội dung của anime không hề liên quan đến game, nhưng vẫn xoay quanh nhân vật chính là Dante, thợ săn quỷ nổi tiếng, và là nửa người nửa quỷ. Cha của Dante là hiệp sĩ bóng tối huyền thoại Sparda, nhưng đã yêu một cô gái, và ông đã chiến đấu để bảo vệ thế giới loài người và người mình yêu. Nếu mỗi phần của dòng game nối tiếp này là 1 nội dung tư tưởng như tình cảm gia đình ở phần 1,trài tim nhân hậu, xả thân vì nghĩa ở phần 2,hay tình cảm anh em, cha con ở phần 3,cũng như tình yêu sâu sắc ở phần 4 thì ở Anime lại xoay quanh việc giết quỷ, điều tra vụ án ở thành phố Dante sống (tất cả đều liên quan đến quỷ).
Dante có một văn phòng công ty gọi là "Devil May Cry", nhận tất cả các công việc liên quan đến quỷ. Một hôm anh gặp Patty Lowell, một khách hàng nhỏ tuổi và cuối cùng phải chăm sóc cho cô bé. Patty trở thành thư ký và lo quét dọn cho Dante. Tuy nhiên Dante còn phải lo đối phó với Lady, người luôn ghé qua để đòi nợ, và Trish, bạn cũ của anh, người thích mua sắm và gửi hóa đơn thanh toán cho Dante.

## Nhân vật
Dante (ダンテ)
Lồng tiếng: Toshiyuki Morikawa (tiếng Nhật),Justin Cause (tiếng Anh)
Anh là một người có dòng máu quỷ trong người, là con của Sparda, một hiệp sĩ huyền thoại, vốn là quỷ, và Eva, một con người.Dante hoạt động như một thám tử tư, chủ yếu là chấp nhận công việc liên quan đến sự siêu nhiên và quỷ.Khi anh chấp nhận một công việc, anh thường giải quyết đến cùng.Anh khá mạnh mẽ, đủ để đối mặt với một đội quân nhỏ của Quỷ với bàn tay trần. Anh thích kem dâu tây và bánh pizza mà không có ô-liu. Vũ khí của Dante là hai cặp súng ngắn Caliber 0,45 có tên là Ebony (khẩu súng đen) và Ivory (màu bạc), đặc biệt hai khẩu này không bao giờ hết đạn. Anh luôn mang gươm sinh trung thành của mình, Rebellion ngụy trang dưới dạng chiếc guitar. Anh được biết đến như là người thường xuyên nợ nần vì không có kinh nghiệm trong cờ bạc và luôn thiếu tiền. Theo Dante, điều này là bởi vì những người thuê anh ta thường để lại cho anh ta một hóa đơn thay vì trả tiền cho anh (do sự phá hoại của anh gây ra trong công việc, chẳng hạn như phá hủy một cây cầu). Anh cũng nợ một khoản tiền không xác định của Lady do cô cũng thường xuyên gửi hóa đơn tiền nợ của mình cho anh, bao gồm cả khoản cô nợ người khác.  Khi Dante kiếm được một số tiền, nó thường là rất lãng phí.

## Bài hát trong anime
- Mở đầu:

"D.M.C." do Rungran thể hiện
- Kết thúc:

"I'll Be Your Home" do Oikawa Rin thể hiện
- Thêm vào:

"Room DESPAIR" do Aimee B thể hiện
"FUTURE IN MY HANDS" do Aimee B thể hiện